# 阿尔特多夫 (埃斯林根县)
阿尔特多夫（德語：Altdorf，發音：[ˈaltˌdɔʁf] ⓘ）是德国巴登-符腾堡州斯图加特行政区埃斯林根县的市镇，总面积3.25平方千米，2023年12月31日总人口为1,682人。